# Gabriel Dachs
Gabriel Dachs (häufig auch Dax; * zwischen 1560 und 1565 in Straßburg; † um 1600 in Stuttgart) war ein in Württemberg tätiger Maler.

## Leben
Gabriel Dachs war ein Sohn der Straßburger Bürger Michael Dachs und seiner Frau Susanne geb. Kerlerin. Als er sich in Straßburg am 23. Mai 1585 den Mannrechtsbrief ausstellen ließ, waren seine Eltern bereits verstorben und er selbst war ausgebildeter Maler. Es ist anzunehmen, dass Dachs zu dieser Zeit bereits etwas länger in Stuttgart weilte. Der Mannrechtsbrief war für ihn notwendig, um in Stuttgart heiraten zu können und Bürger dieser Stadt zu werden. Möglicherweise war er schon davor ein Geselle von Hans Dorn, obwohl dies erst später belegt ist. Nachdem er am 21. Juli 1585 seinen Mannrechtsbrief in Stuttgart vorgelegt hatte, konnte er im gleichen Jahr heiraten. Ab da ist er auch in den Stuttgarter Steuerlisten zu finden, allerdings zunächst als Gabriel Bachmüller und später als Gabriel Bollinger. Der Name „Bollinger“ wurde im Eintrag von 1590 durchgestrichen und durch „Dax“ ersetzt.
1590 und 1591 wurde Dachs mehrmals in Zusammenhang mit den Malerarbeiten an den Innenräumen des neuen Lusthauses genannt. Ursprünglich war es vorgesehen, dass er drei Weidwerkszenen: Leonberger, Riedlinger und Stromberger Forst selbständig ausführen sollte. Im Endeffekt führte Dachs keine dieser Weidwerkszenen selbständig aus, er half nur seinem Meister Hans Dorn. Demnach war Dachs an dem Böblinger und Nagolder Forst sowie dem Leonberger und Tübinger Forst beteiligt. Die letzte dieser Szenen malte Dachs nach einer Vorzeichnung von Dorn und unter dessen Aufsicht weitgehend selbständig. Ferner war Dachs auch an der Ausführung des Gesimses unter den Jagdszenen beteiligt, das Wendel Dietterlin entwarf und dessen Ausführung er zusammen mit Hans Steiner beaufsichtigte.
Seit 1594 wohnte Dachs in der St. Lienhards Vorstadt. Einen größeren Auftrag vom Herzog bekam er noch 1595/96. Der letzte Eintrag im Steuerbuch stammt von 1598. Dachs musste in diesem Jahr 1 ℔ 16 ß Steuern zahlen.